# ブライアンの休日
『ブライアンの休日』（ブライアンのきゅうじつ）は、内藤淳一が作曲した吹奏楽曲。2007年の朝日作曲賞を受賞し、2008年度の第56回全日本吹奏楽コンクールの課題曲Iに採用された。

## 概要
『ブライアンの休日』は、内藤淳一による吹奏楽編成の行進曲である。ダブルリード楽器を含む一般的な吹奏楽編成の全パートによる演奏が要求される曲で、いわゆる小編成向けのパート構成は考慮されていない。
楽曲は、おおむねマーチの典型であるトリオ（中間部）を含む三部形式にて構成される。作曲者本人が課題曲のスコアに寄せた文章の中で「速めのテンポを想定している」と述べているように、軽快なテンポで曲が展開するマーチとなっている。

## 編成
編成は以下のとおり。
- Piccolo
- Flute 1,2
- Oboe
- Bassoon
- E♭ Clarinet
- B♭ Clarinet 1,2,3
- E♭ Alto Clarinet
- B♭ Bass Clarinet
- E♭ Alto Saxophone 1,2
- B♭ Tenor Saxophone
- E♭ Bariotone Saxophone
- B♭ Trumpet 1,2,3
- F Horn 1,2,3,4
- Trombone 1,2,3
- Euphonium
- Tuba
- String Bass
- Timpani (+Triangle)
- Percussion 1：Snare Drum
- Percussion 2：Bass Drum
- Percussion 3：Crash Cymbals
- Percussion 4：Xylophone, Glockenspiel